# アトラス萩
アトラス萩（アトラスはぎ）は、山口県萩市大字土原420にあるショッピングセンター。1974年（昭和49年）11月に萩市大字御許町42-1に開店。2023年（令和5年）1月19日に萩市大字土原に移転した。

## 概要
1974年11月に丸久の大型店舗「丸久萩ショッピングセンター」としてオープンし、1990年の店舗増床時に現在の名称となった。店舗増床の際には大規模小売店舗法（旧大店法）に基づき、萩商工会議所にて商業活動調整協議会（商調協）が設置された。
アトラス萩を中心に、はるやま・DCMダイキと共に「アトラス萩ショッピングパーク」を構成。
「アトラス」の名称は丸久が展開した大型店舗の名称で、萩の他に「アトラス長門」（長門市、1990年開店）と「アトラス美祢」（美祢市、1992年開店）が存在したが、丸久の業績悪化に伴いアトラス長門とアトラス美祢は1996年にフジに譲渡された（美祢はその後マックスバリュ西日本に再譲渡され「ザ・ビッグ美祢店」※マックスバリュ西日本とフジが経営統合したことにより、再度フジの運営に戻っている）が、当店のみアトラス唯一の店舗として残った。
旧店舗は萩市御許町42-1にあった（鉄筋3階建て、売場面積は5,697平方メートル）。しかし、耐震化に対応するためアトラス萩ショッピングパーク内のDCMダイキ萩店（2021年2月閉店）跡に移転新築することになり、2023年（令和5年）1月19日にリニューアル開店した。

## 店舗
- 所在地 - 山口県萩市大字土原420[2]
- 売場面積 - 約4400平方メートル[1]（1328坪[2]）
- 営業時間 - 午前9時～午後9時[1][2]

## 周辺の施設
- サンリブ萩店
- エディオン萩店

この2店舗は御許町から県道64号を北へ抜けた唐樋町の萩バスセンターに程近いところにある
- 萩市消防本部

## アクセス
- 萩循環まぁーるバス・西回り〝晋作くん〟／東回り〝松陰先生〟「アトラス萩店前」下車
- 防長交通阿武川温泉～萩バスセンター行　「アトラス萩店前」下車
- 防長交通新山口駅～東萩駅　「御許町角」下車

地理的に三角州の真ん中に位置するため、東萩駅からも萩駅からもそれなりに距離があるため、自家用車か上記バスを利用するのが一般的。「御許町角」はアトラスの裏口側にあたる。